# OŚ AZS Rzeszów
OŚ AZS Rzeszów – jednostka organizacyjna Akademickiego Związku Sportowego z siedzibą w Warszawie. Jest jedną z 17 organizacji środowiskowych AZS działających na terenie kraju.

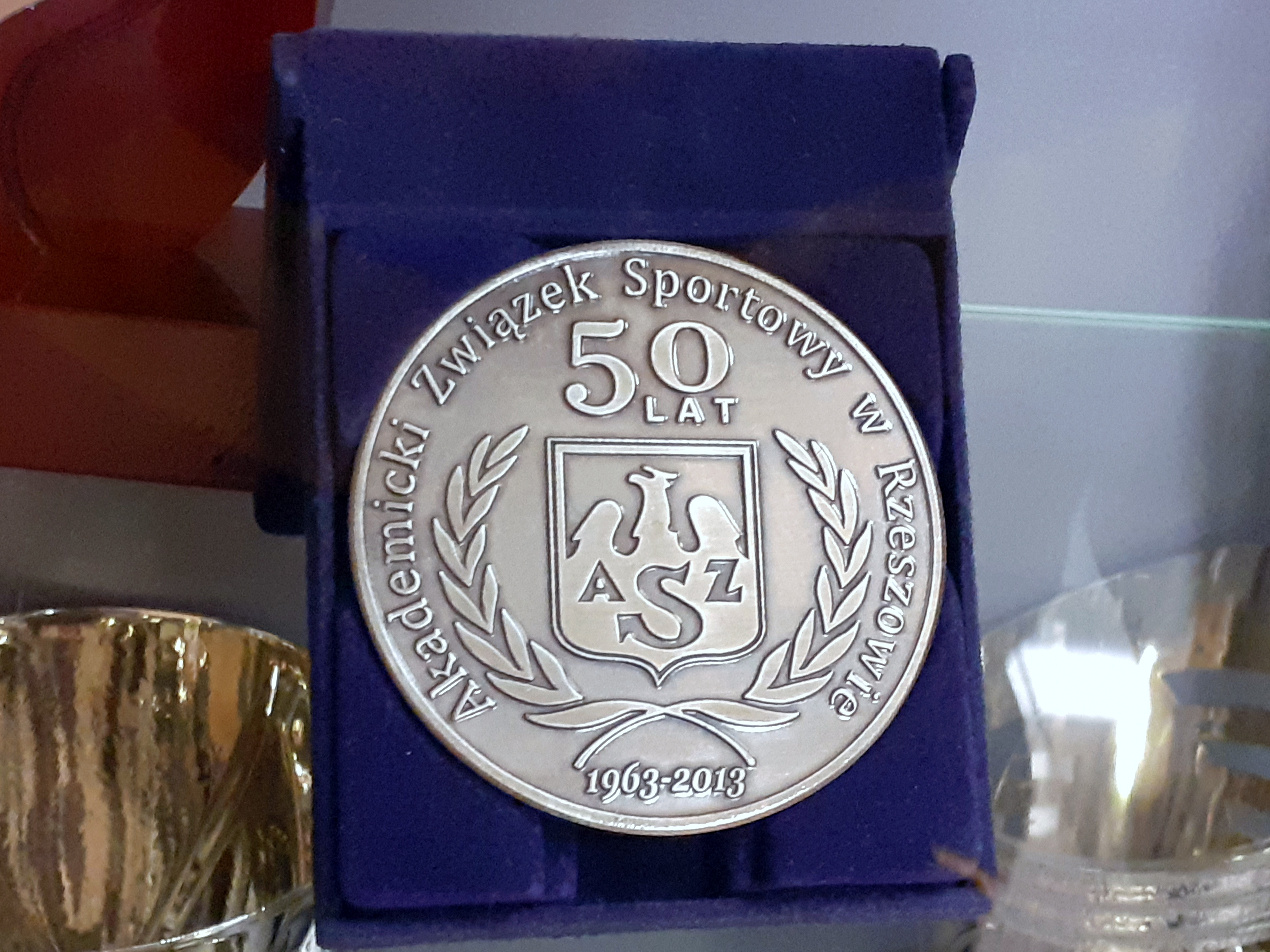
Medal AZS w Rzeszowie 1963-2013

## Barwy i gryf
Jednostka używa barw, flagi i znaków organizacyjnych AZS. Barwami jednostki są: kolor biały i granatowy. Godłem jednostki jest biały gryf na granatowym polu.

## Działalność
OŚ AZS Rzeszów działa w środowisku młodzieży akademickiej i szkolnej na terenie Rzeszowa oraz województwa podkarpackiego.
W OŚ AZS Rzeszów zrzeszone są kluby uczelniane AZS, kluby środowiskowe AZS oraz środowiskowe sekcje sportowe AZS z Rzeszowa oraz województwa podkarpackiego.

## Zrzeszane jednostki

### Kluby uczelniane
- AZS Uniwersytet Rzeszowski
- AZS Politechnika Rzeszowska
- AZS WSIiZ Rzeszów
- AZS PWSZ Krosno
- AZS PWSZ Jarosław
- AZS KN Przemyśl
- AZS PWSW Przemyśl
- AZS WSAiZ Przemyśl
- AZS PWSZ Sanok
- AZS PWSZ Tarnobrzeg
- AZS KN Tarnobrzeg

### Środowiskowe sekcje sportowe
- AZS Rzeszów - klub koszykówki kobiet